# 格尔思

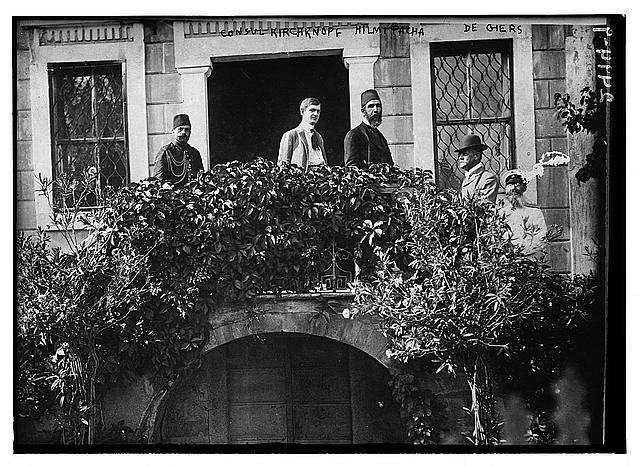
1912年，格尔思（右二）与奥斯曼帝国和奥匈帝国的外交官在一起

米哈伊尔·尼古拉耶维奇·格尔思（俄語：Михаил Николаевич Гирс，1856年4月22日—1932年11月27日）俄国瑞典裔外交官，曾任俄国驻巴西、中国、罗马尼亚、土耳其、意大利特使。1900年，中国义和团运动时期，曾被围困北京。1901年，作为俄国代表与大清国钦命全权大臣李鸿章、奕劻进行谈判，之后签署了《辛丑条约》。